# Стадион Алгарве
Стадион Алгарве (порт. Estádio do Algarve) је фудбалски стадион који се налази између општина Фаро и Луле, у региону Алгарве у Португалији. Стадион има капацитет од 30.305 места и наменски је изграђен за УЕФА Европско првенство 2004.

## Историја клуба
Стадион Алгарве, дизајниран лета 2000. у складу са стандардима УЕФА и ФИФА од стране компаније Популоус за Европско првенство УЕФА 2004. у Португалији, укључивао је инжењере из ВС Аткинса и локалне партнере попут Маробала. Дизајн одражава регионални карактер, инспирисан поморском традицијом Португалије и препознатљивим пејзажем Алгарвеа. Стадион је замишљен као модел малог до средњег стадиона за фудбал и друге спортске и културне догађаје, и један је од најчешће коришћених стадиона у Португалији. Од 2004. до 2013. Лулетано и Спортинг клуб Фаренсе су га користили заједно. Стадион је такође био домаћин утакмицама фудбалске репрезентације Португалије и послужио је као привремени дом за Олханенсе и Портимоненсе током реновирања њихових стадиона. Осим тога, Алгарве је домаћин финалној утакмици Купа Алгарвеа, значајног међународног турнира за женске фудбалске репрезентације и предсезонског пријатељског турнира за мушке клубове.
Стадион је 22. и 24. јула 2008. био домаћин инаугурационог турнира Алгарве челинџ Куп-а на којем су у акцији били Кардиф Сити, Селтик, Мидлзбро и Виторија де Гимараеш. Кардиф Сити је био коначни победник турнира победама над Селтиком и Виторијом.
Стадион Алгарве је такође био привремени дом фудбалске репрезентације Гибралтара средином 2010-их. Поново је привремено угостио Гибралтар од марта 2023. године, док су побољшања на стадиону Викторија.
Поред фудбала, стадион је такође био домаћин музичких фестивала и концерата, а привремено је претворен у супер специјалну бину током Релија Португалије, укључујући Рели де Португал 2007 (део сезоне Светског првенства у релију 2007) и Рели де 2010. Португалије (шесто коло сезоне Светског шампионата у релију 2010).

## Трибине
Укупно, стадион нуди 30.305 места, од којих је око две трећине покривено. Ово укључује укупно 320 В.И.П. седишта на стадиону.
- Западна трибина: Главна трибина, покривена, 9.420 седишта
- Источна трибина: Шалтер трибина, наткривена, 10.761 место
- Северна трибина: Задња трибина, непокривена, 5.062 седишта
- Јужна трибина: задња трибина, непокривена, 5,062 седишта

## Европско првенство 2004.
| Датум         | Екипа #1 | Резултат        | Екипа #2  | Такмичење    |
| ------------- | -------- | --------------- | --------- | ------------ |
| 12. јун 2004. | Шпанија  | 1 : 0           | Русија    | Група А      |
| 20. јун 2004. | Русија   | 2 : 1           | Грчка     | Група А      |
| 26. јун 2004. | Шведска  | 0 : 0 (4 : 5 п) | Холандија | Четвртфинале |